# Neil Ardley
Neil Ardley, född 26 maj 1937 i Wallington, Surrey, död 23 februari 2004, var en framstående engelsk jazzpianist och kompositör, som även skrev mer än 100 populära böcker inom vetenskap, teknologi och musik.

## Biografi
Ardley gick på Wallington grammar school och vid 13 års ålder började han lära sig spela piano och senare saxofon. Han läste kemi vid Bristol University, där han också spelade piano och saxofon i jazzgrupper; 1959 tog han ingenjörsexamen vid universitet. Han gjorde sig synlig inom både musiken och författarskapet fram till sin död 2004.

## Musikkarriär
Ardley studerade arrangemang och komposition med Ray Premru 1960 och 1961 i London. Han gick med i John Williams Big Band som pianist, där han skrev nytt material och gjorde arrangemang. Från 1964 till 1970 var han dirigent i den nybildade New Jazz Orchestra, vilket sysselsatte några av de bästa unga musikerna i London, bland andra Ian Carr, Jon Hiseman, Barbara Thompson, Dave Gelly, Mike Gibbs, Don Rendell och Trevor Tomkins.
I slutet av 1960-talet började han på allvar som kompositör, då han stöttades av skivproducenten och musikalkompositören Denis Preston. Han kombinerade klassisk musik och jazz. Hans rika orkestrar utökades på 1970-talet med synthesizrar. Han började arbeta på ett elektroniskt album 1980, men då hans skivkontrakt plötsligt upphörde föll han tillbaka på skrivandet och publicitetskarriären. Han fortsatte att spela och komponera, speciellt med Zyklus, en elektronisk jazzmusikgrupp.
Han sjöng i lokala körer under det sena 1990-talet och började komponera körmusik, och detta tog större delen av hans tid fram till hans död. Vid denna tid hade Ardley börjat hålla konserter och spelade in musik med Zyklus, nu en trio bestående av honom själv, Warren Greaveson och Nick Robinson.

### Diskografi
- 1965 – Western Reunion (New Jazz Orchestra)
- 1968 – Le Déjeuner sur l'Herbe (New Jazz Orchestra)
- 1970 – Greek Cariations (med Ian Carr och Don Rendell)
- 1971 – A Symphony of Amaranths
- 1973 – Mike Taylor Remembered (med Jon Hiseman, Barbara Thompson, Ian Carr, Henry Lowther, Dave Gelly och Norma Winstone)
- 1976 – Kaleidoscope of Rainbows
- 1978 – Harmony of the Spheres
- 1991 – Virtual Realities (Zyklus)
- 2001 – Creation Mass (med texter av Patrick Huddie)

## Skrivarkarriär
Ardley gick med vid redigeringsdelen av World Book Encyclopedia år 1962, då Londondelen av den amerikanska publiceraren arbetade med en internationell version. Detta tog fyra år och under tiden utvecklade han möjligheten att redigera och skriva material för yngre läsare. Efter en kort period med jobb för Hamlyn blev han frilansredigerare år 1968 (vilket tillät honom att också fortsätta med sin musikkarriär), och under 1970-talet återkom han för att skriva böcker, främst för barn, om naturhistoria (främst fåglar), vetenskap och teknologi, och musik, bland annat What Is It.
Precis som hans kompositioner och framträdande började gå framåt i början och teknologiutvecklingen, liksom med hans publiceringskarriär då datorer blev viktigare och viktigare. År 1984 började Ardley skriva främst för Dorling Kindersley, där han producerade serier med böcker som inkluderade bästsäljaren (över tre miljoner sålda exemplar världen över) och prisvinnaren "The Way Things Work", illustrerad av David Macaulay.
Då han drog sig tillbaka under 2000-talet hade han skrivit 101 böcker, med totalt omkring 10 miljoner sålda exemplar.